# Mauro Cutrufo
Mauro Cutrufo (ur. 9 września 1956 w Rzymie) – włoski polityk, senator, od 2008 do 2011 wiceburmistrz Rzymu.

## Życiorys
Ukończył studia z zakresu nauk politycznych na rzymskim Uniwersytecie Św. Piusa V. W latach 80. oraz na początku lat 90. zajmował kierownicze stanowiska w spółkach branży informatycznej i zdrowotnej.
W działalność polityczną zaangażował się w 1989, kiedy to z ramienia Chrześcijańskiej Demokracji został radnym Rzymu. Trzy lata później został asesorem miejskim ds. socjalnych i decentralizacji. Po rozwiązaniu chadecji wstąpił do Włoskiej Partii Ludowej. W 1996 jako jej przedstawiciel z powodzeniem kandydował z listy Drzewa Oliwnego do Izby Deputowanych XIII kadencji.
W 1999 opuścił ludowców, został zastępcą sekretarza krajowego Zjednoczonych Chrześcijańskich Demokratów, kierowanych przez Rocca Buttiglione. W 2001 uzyskał mandat senatora (XIV kadencji), przystąpił wraz z CDU do Unii Chrześcijańskich Demokratów i Centrum, jednego z największych koalicjantów centroprawicowego bloku Dom Wolności. W 2004 wystąpił z UDC, opowiadając się za ściślejszą współpracą z Silviem Berlusconim, wraz z Gianfranciem Rotondim powołał nowe ugrupowanie pod nazwą Chrześcijańska Demokracja dla Autonomii.
W 2006 i 2008 był wybierany do Senatu XV i XVI kadencji. Od 2009 działał w partii Lud Wolności, do której przystąpili autonomiści. Rok wcześniej objął stanowisko zastępcy burmistrza Rzymu Gianniego Alemanno, zajmował je do 2011.